# Ambly (Ardennes)
Pour les articles homonymes, voir Ambly (homonymie).
Ambly, qui pouvait être nommée Ambly-sur-Aisne, est une ancienne commune du département français des Ardennes, qui absorba le hameau peuplé de Fleury, lors de la scission de la commune de Fleury-et-Montmarin en 1830, pour former la commune de Ambly-Fleury.